# Anthophora simplicipes
Anthophora simplicipes là một loài Hymenoptera trong họ Apidae. Loài này được Morawitz mô tả khoa học năm 1880.